# Versorgungsverband bundes- und landesgeförderter Unternehmen
Der Versorgungsverband bundes- und landesgeförderter Unternehmen e. V. (VBLU) ist ein deutscher Fachverband mit Sitz in Bonn, der sich auf die betriebliche Altersversorgung für soziale Einrichtungen und Unternehmen mit öffentlichem Bezug spezialisiert hat. Ziel des Verbandes ist es, eine möglichst bedarfsgerechte, günstige und verlässliche Zusatzversorgung in Bezug auf Alters-, Erwerbsminderungs- sowie Hinterbliebenenabsicherung zu ermöglichen und als Ansprechpartner die Mitgliedsunternehmen zu begleiten. Dafür arbeitet er mit einem Konsortium privater Versicherungsunternehmen zusammen. Der Verband wurde 1964 auf Initiative des Bundesfinanzministeriums gegründet und arbeitet als Interessenverband ohne eigene Gewinnerzielungsabsicht.

## Aufgaben und Leistungen
Der Verband bietet in Zusammenarbeit mit einem Versicherungskonsortium unter Federführung der Allianz Lebensversicherungs-AG seinen Mitgliedsunternehmen Unterstützung im Bereich der betrieblichen Altersversorgung an, die der Versorgung der Versorgungsanstalt des Bundes und der Länder und der anderen öffentlichen Zusatzversorgungskassen vergleichbar ist.
- Einrichtung und Verwaltung von Alters-, Erwerbsminderungs- und Hinterbliebenenversorgungen[3]

- Durchführung von Beratungen und Seminaren für Arbeitgeber

Die Leistungen sind provisions- und abschlusskostenfrei. Außerdem werden Mitarbeitern der Mitgliedsunternehmen keine Gesundheitsfragen gestellt.

## Mitgliedschaft
Mitglied im Verband können Einrichtungen aus dem Umfeld des öffentlichen Dienstes werden, insbesondere Zuwendungsempfänger, Vereine, Verbände und Stiftungen, die sich mit öffentlichen Belangen betätigen. Dazu gehören auch soziale Einrichtungen wie die AWO, Paritätische Wohlfahrtsorganisationen und Lebenshilfeeinrichtungen. Die Mitgliedschaft ist kostenfrei.
2011 nutzten über 4000 Einrichtungen und Unternehmen aus dem gesamten Bundesgebiet die VBLU-Versorgung für die betriebliche Altersversorgung ihrer Mitarbeitenden.

## Organisation
Die Geschäftsstelle des Verbands befindet sich in Bonn. Von dort aus betreut der Verband seine Mitglieder und deren versicherte Personen bundesweit.

## Durchführungswege der betrieblichen Altersversorgung
Der Versorgungsverband bietet seinen Mitgliedsunternehmen zwei Durchführungswege der betrieblichen Altersversorgung gemäß dem Betriebsrentengesetz an: die Direktversicherung und die Unterstützungskasse.

### Direktversicherung
Bei der Direktversicherung schließt das Unternehmen als Versicherungsnehmer eine Rentenversicherung zugunsten seiner Mitarbeitenden ab. Der Verband agiert als Versorgungswerk ohne eigene Gewinnerzielungsabsicht in Kooperation mit einem spezialisierten Versicherungskonsortium. Beiträge können arbeitgeber- und/oder arbeitnehmerfinanziert (z. B. durch Entgeltumwandlung) erfolgen.

### Unterstützungskasse
Die Unterstützungskasse ist eine rechtlich selbstständige Versorgungseinrichtung, über die Arbeitgeber ihren Mitarbeitenden weitere steuerbegünstigte Leistungen für die betriebliche Altersversorgung zusagen können. Die Finanzierung erfolgt durch freiwillige Zuwendungen des Arbeitgebers und bietet sich an, wenn die steuerlichen Fördermöglichkeiten der Direktversicherung bereits ausgenutzt werden.